# Richard Henke

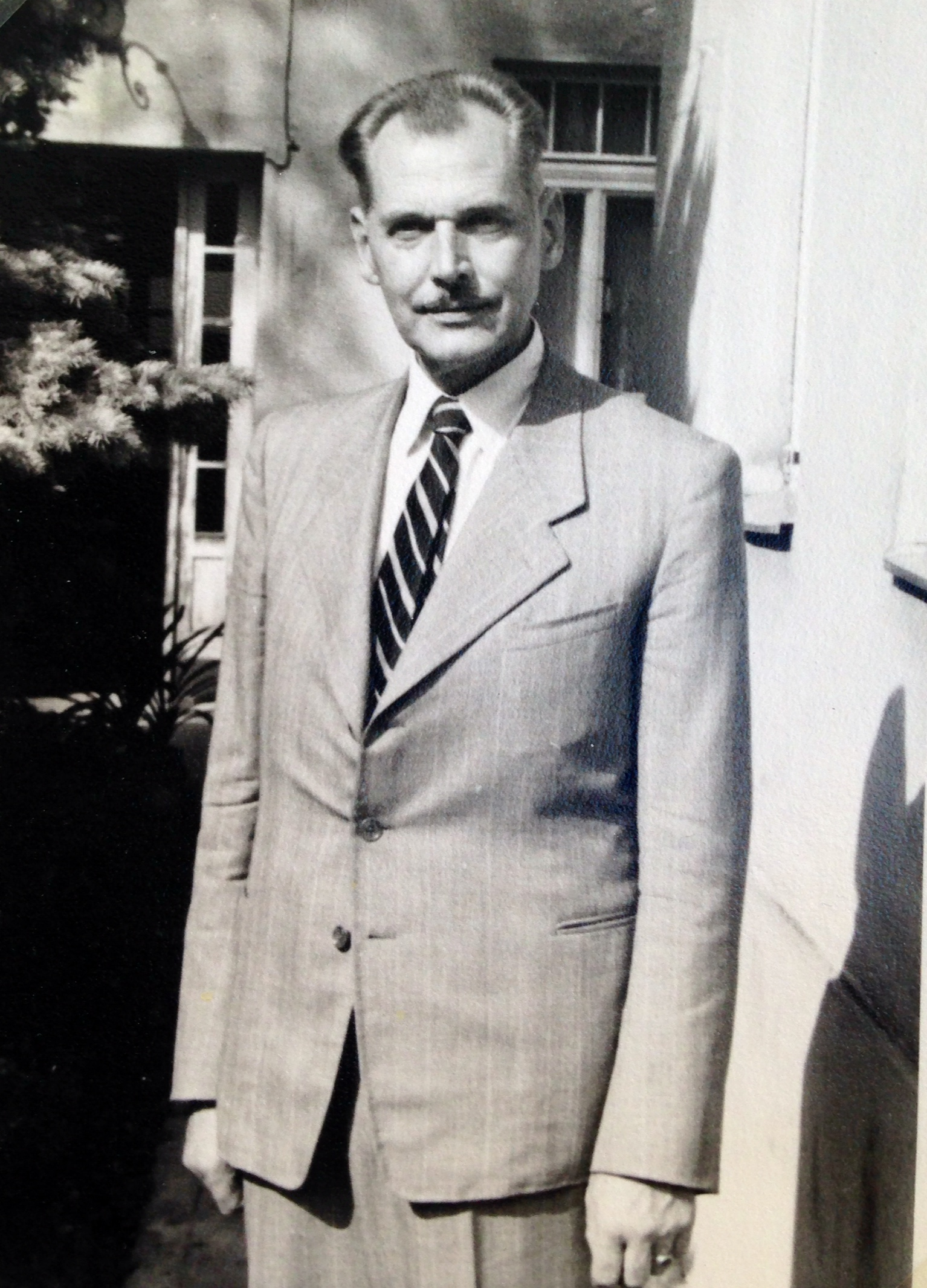
Richard Henke (um 1960)

Richard Henke (* 1. Februar 1900 in Korneuburg; † Oktober 1963 in Wien) war ein österreichischer Chemiker und Erfinder.

## Leben und Wirken
Richard Henke entstammte ursprünglich einer wohlgestellten Seidenfabrikantenfamilie aus dem Königreich Sachsen. Die Familie zählte zum Bildungsbürgertum und bewohnte in Korneuburg eine Stadtvilla, die während des Zweiten Weltkrieges bei Bombenangriffen zerstört wurde. Seine Mutter war Pianistin, sein Bruder Ernst Henke war Diplomingenieur und als leitender Techniker bei der ÖBB in Salzburg tätig. Nebenbei betätigte er sich als Aquarellist und Zeichner.
Richard Henke absolvierte an der Technischen Universität Wien zum Diplomingenieur und anschließend zum Doktoringenieur. In den 1920er Jahren entstanden verschiedene Abhandlungen über Molekülverbindungen gemeinsam mit u. a. Georg Weissenberger und Fritz Schuster. Diese wissenschaftlichen Schriften wurden in Fachzeitschriften wie Journal für Praktische Chemie, Zeitschrift für anorganische und allgemeine Chemie und dem Chemischen Zentralblatt publiziert. Seine Arbeiten wurden auch in den Sitzungsberichten der Akademie der Wissenschaften in Wien mathematisch-naturwissenschaftlichen Klasse publiziert.
Richard Henke war bis zu seiner Beurlaubung aus politischen Gründen durch die Nationalsozialisten Assistenzprofessor für Chemie an der Technischen Universität. In den späten 1930er und 1940er Jahren arbeitete er als Chemiker bei der Firma Wander AG in Wien. Er konnte dieser Beschäftigung trotz seiner früheren Heimwehraktivität auch in der NS-Zeit nachgehen. Einer Deportation in ein KZ konnte er aufgrund seines hohen Ansehens als chemischer Spezialist entgehen. In seiner Zeit bei der Firma Wander arbeitete Henke auch an der Weiterentwicklung des Malzgetränkes Ovomaltine.

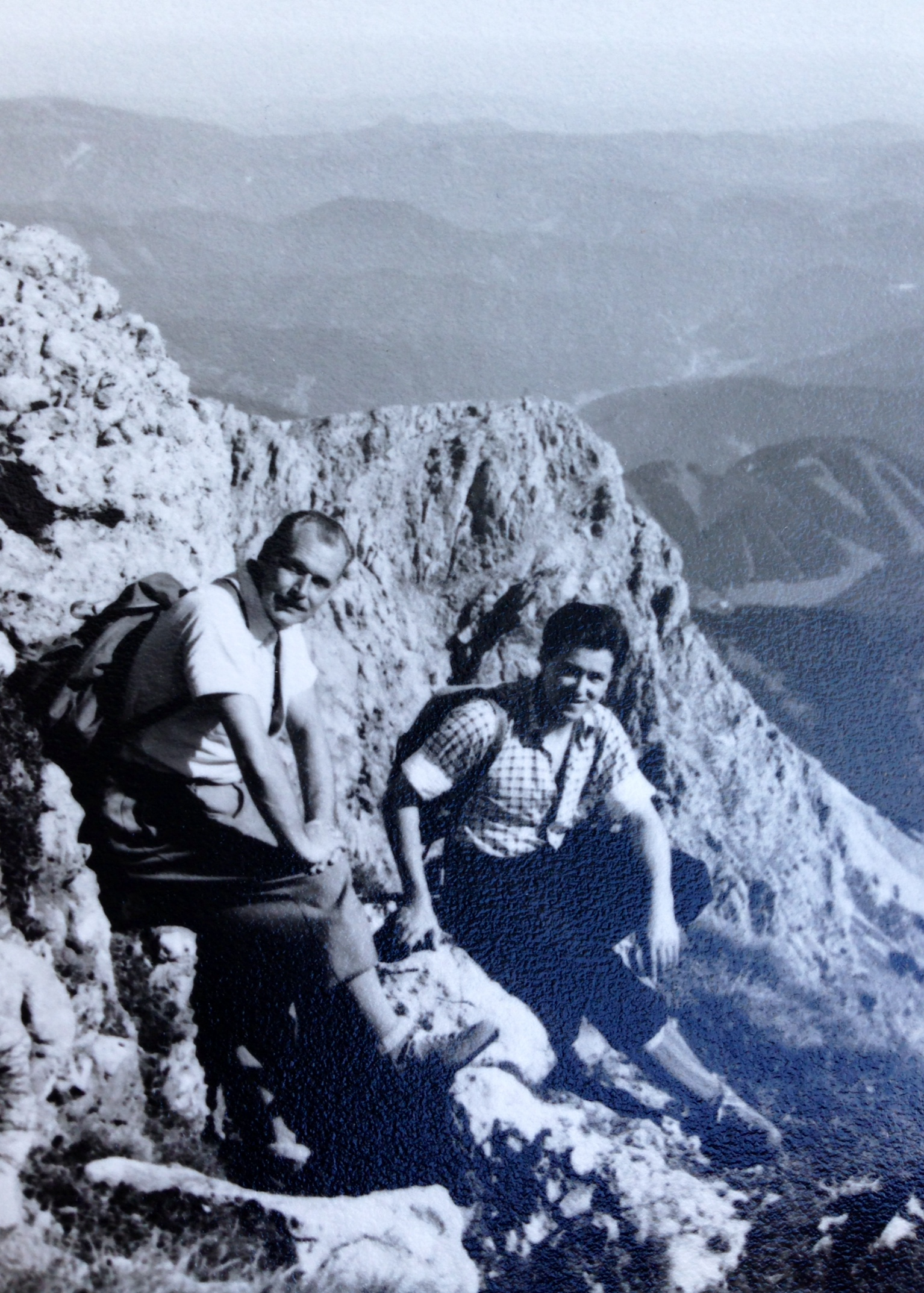
Richard Henke (links) mit seinem Schwiegersohn Richard Gach beim Bergwandern in Salzburg (1957/58)

Nach dem Krieg leitete Richard Henke die Abendschule für Chemie an der Wiener HTL Schellinggasse. Danach arbeitete Henke an der Höheren Bundeslehr- und Versuchsanstalt für chemische Industrie in Wien in der Rosensteingasse in den Forschungsgebieten „Chemie und Chemische Technologie“. Er leitete dort das Betriebslaboratorium an den Abteilungen für Maschinenbau und für Elektrotechnik und war Verwalter des chemisch-technischen Laboratoriums. Henke entwickelte auch eine Schuhcreme, die aber nicht in Produktion ging. 1963, kurz vor seinem Tod, wurde er als Direktor an die Höhere Bundes-Lehr- und Versuchsanstalt für chemische Industrie berufen. Diese Funktion konnte er aber aufgrund eines plötzlichen Herzinfarktes, der zum Tod führte, nicht mehr antreten. Richard Henke wurde im Familiengrab auf dem Ober Sankt Veiter Friedhof begraben.

## Familie
Richard Henke ehelichte am 15. September 1957 in Ober St. Veit die gebürtige Stockerauerin Adele Havlicek (1912–1992 in Wien-Hietzing), mit der er zwei Töchter hatte. Der Architekt Richard Gach war sein Schwiegersohn. Dessen Tochter Martina Maria Gach war mit dem Künstler Helmuth Gräff verehelicht und die Mutter des Künstlers und politischen Aktivisten Matthias Laurenz Gräff. 

## Auszeichnungen
- Regierungsrat[8]
- Berufstitel Professor

## Schriften und Werke (Auswahl)
- 1958: Kunststoffe stellen sich vor, Gesellschaft für Natur und Technik, in Universum: Natur und Technik, Band 13, S. 332–335.
- 1956: Stoffe aus Aschantinüssen, Gesellschaft für Natur und Technik, in Universum: Natur und Technik, Band 11, ab S. 344.
- Über arithmetische Zahlenfolgen höherer Ordnung.
- 1926: Zur Kenntnis binärer Flüssigkeitsgemische. Einige neue Konstanten 115, 75. In: Journal für praktische Chemie (1939)
- mit Fanny Kawenoki: Systeme mit Nitrobenzol u. Oxynitrobenzolen 113, 171. In: Journal für praktische Chemie (1939)
- mit Fritz Schuster: Betrachtungen über den Dampfdruck 113, 180. In: Journal für praktische Chemie (1939)
- mit Georg Weissenberger und Fritz Schuster (1926): Zur Kenntnis organischer Molekülverbindungen. XVIII. Wege zur Berechnung des Molbruche. In: Zeitschrift für anorganische und allgemeine Chemie, Volume 152, Issue 1, Seiten 325–332
- mit Georg Weissenberger und Fritz Schuster (1925): Über die Molekülverbindungen der Phenole. VIII. Die Lokalisierung des Restvalenzkraftfeldes. – Sitzungsberichte der Akademie der Wissenschaften mathematisch-naturwissenschaftliche Klasse 134_2b: 47–56.
- mit Georg Weissenberger und Fritz Schuster (1925): Zur Kenntnis organischer Molekülverbindungen. IX. Die Gruppe – CCl3. – Sitzungsberichte der Akademie der Wissenschaften mathematisch-naturwissenschaftliche Klasse 134_2b: 57–60.
- mit Georg Weissenberger und Lazar Bregmann (1925): Zur Kenntnis organischer Molekülverbindungen. XVI. Zweiwertige Phenole und ihre Äther. – Sitzungsberichte der Akademie der Wissenschaften mathematisch-naturwissenschaftliche Klasse 134_2b: 471–482.
- mit Georg Weissenberger und Eugen Sperling (1925): Zur Kenntnis organischer Molekülverbindungen. XVII. Das Verhalten des Dekahydronaphthalins. – Sitzungsberichte der Akademie der Wissenschaften mathematisch-naturwissenschaftliche Klasse 134_2b: 483–497
- mit Georg Weissenberger und Stanislaus Baumgarten (1925): Über die Adsorption an Kohle aus zähflüssigen Medien. – Sitzungsberichte der Akademie der Wissenschaften mathematisch-naturwissenschaftliche Klasse 134_2b: 679–700
- mit Georg Weißenberger und Lazar Bregmann (1925): Zur Kenntnis organischer Molekülverbindungen. In: Monatshefte für Chemie/Chemical Monthly 01/1925; 46(7):471–482.
- mit Georg Weissenberger und F. Sperlin (1925): Neue Wege der Gaswaschung V. Studien mit Hilfe von Beladungskurven. In: Angewandte Chemie 01/1925; 38(51):1161–1164
- mit Georg Weissenberger und Fanny Kawenoki: Zur Kenntnis Binärer Flüssigkeitsgemische. XXII. Systeme mit Nitrobenzol und den Oxynitrobenzolen.
- mit Georg Weissenberger und Hedwig Katschinka (1924): Zur Kenntnis binärer Flüssigkeitsgemische XX. Systeme mit substituierten Hydronaphthalinen. In: Die Fortschritte in der organischen Chemie seit dem Jahre, von Erich Lehmann
- mit Georg Weissenberger: Zur Kenntnis binärer Flüssigkeitsgemische. XXI. Systeme mit Buttersäure